# Општина Михаешти (Валча)
Михаешти (рум. Mihăeşti) општина је у Румунији у округу Валча.
Oпштина се налази на надморској висини од 281 m.